# Andromeda (romanzo)
Andromeda (The Andromeda Strain) è un romanzo thriller fantascientifico apocalittico del 1969 dello scrittore statunitense Michael Crichton. Narra della crisi provocata da un agente patogeno alieno. Nel 1971 venne trasposto in un film omonimo, riproposto nel 2008 in una miniserie televisiva di due puntate, The Andromeda Strain. Nel 2021 è uscito postumo il sequel L'evoluzione di Andromeda, scritto da Michael Crichton e  Daniel H. Wilson.

## Trama
Il progetto della NASA Scoop ha per obiettivo ufficiale il far orbitare dei satelliti a quote relativamente basse, per indagare gli aspetti scientifici degli strati più alti dell'atmosfera. Il suo obiettivo non dichiarato è recuperare eventuali forme di vita virulente, che possano essere impiegate in una guerra biologica.
Uno di questi satelliti atterra nei pressi di un paesino dell'Arizona, dove viene recuperato e aperto dalla popolazione. Cominciano una serie di morti improvvise e inspiegabili che portano allo sterminio di tutti gli abitanti del paese. Solo due persone misteriosamente sopravvivono: un vecchio e un neonato.
Comincia allora il lavoro contro il tempo della squadra cui tocca cercare di mettere in ordine i pezzi del misterioso puzzle, per risolvere la prima crisi biologica della storia.

## Edizioni italiane
- Andromeda, traduzione di Vincenzo Mantovani, Collana Romanzi Moderni, Milano, Garzanti, 1969,  p. 337. - Collana I garzanti n.327, Garzanti, 1971.
- Andromeda, traduzione di V. Mantovani, Collana Libri del Quadrifoglio, Milano, Antonio Vallardi Editore, 1985,  p. 331.
- Andromeda, traduzione di V. Mantovani, Collana Gli Elefanti, Milano, Garzanti, 1992,  p. 344, ISBN 9788811667131.
- Andromeda, traduzione di V. Mantovani, Collana Teadue, Milano, TEA, 1998,  p. 338, ISBN 978-88-781-8266-0.
- Andromeda, traduzione di V. Mantovani, Cosmo-Serie Oro, Milano, Editrice Nord, 18 aprile 2003,  p. 253, ISBN 978-88-429-1259-0.
- Andromeda, traduzione di V. Mantovani, Collana Elefanti bestseller, Milano, Garzanti, 5 aprile 2018,  p. 337, ISBN 978-88-116-0247-7.